# Tribunal de Justiça Federal da Alemanha

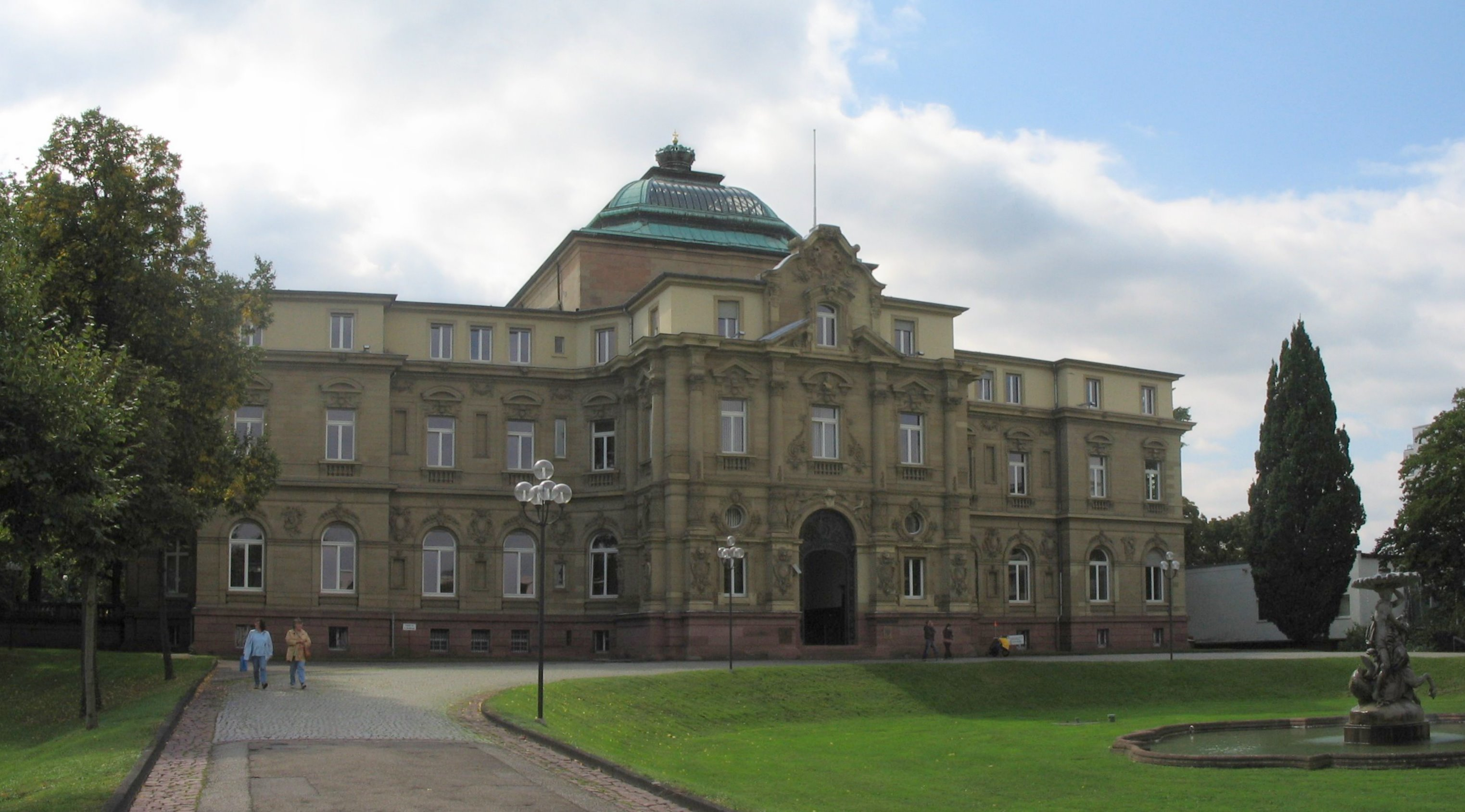
O Bundesgerichtshof.

O Tribunal Federal de Justiça (em alemão:  Bundesgerichtshof, BGH) é a mais alta corte do sistema de jurisdição ordinária (Ordentliche Gerichtsbarkeit) na Alemanha. Sua sede está localizada na cidade de Karlsruhe.
É o Supremo Tribunal Federal (tribunal de última instância) em todas as matérias de direito penal e privadas. A decisão proferida pelo BGH só pode ser revertida pelo Tribunal Constitucional Federal da Alemanha, em casos raros, quando a compatibilidade das regras do Tribunal Constitucional sobre a constitucionalidade (com a Lei Fundamental da República Federal da Alemanha).